# Benediktenwand
La Benediktenwand est un sommet des Alpes, à 1 800 m d'altitude, dans les Préalpes bavaroises, en Allemagne (Bavière).